# کوانتوم پردسسورس
کوانتوم پردسسورس فرمان پاپ است که در ۱ دسامبر ۱۱۴۵ میلادی به‌وسیلهٔ پاپ اوژان سوم صادر شد و خواستار برپایی جنگ صلیبی دوم گشت. این نخستین فرمان پاپ بود که با موضوع جنگ‌صلیبی انشار می‌یافت. این فرمان در پاسخ به سقوط ادسا در دسامبر ۱۱۴۴، صادر شد. زائرانی از شرق، اخبار سقوط ادسا را در میانهٔ سال ۱۱۴۵ به اروپا رساندند و پس از چندی، سفیران شاهزاده‌نشین انطاکیه، پادشاهی اورشلیم و پادشاهی ارمنستان مستقیماً این خبر را به دربار پاپ در ویتربو اعلام کردند. هیو، اسقف جبله، که یکی از اسقف‌نشین‌های اورشلیم محسوب می‌شد، شخصاً در میان کسانی قرار داشت که این خبرها را به پاپ رساندند. این فرمان همانند دیگر فرمان‌های پاپ دارای عنوانی در ابتدایش نبود و نامی که با آن شناخته می‌شود در حقیقت واژه‌های آغازکنندهٔ این فرمان به زبان اصلی لاتینش است.

## سقوط ادسا و آغاز جنگ صلیبی دوم
با فتح ادسا توسط عمادالدین زنگی در سال ۱۱۴۴، خبر سقوط ادسا به سرعت به گوش حاکمان اورشلیم و انطاکیه رسید و آنها از آنچه که به وقوع پیوسته، نگران کرد. شاهزاده انطاکیه، ریمون، به سرعت فرستادگانی را به رهبری اسقف جبله، هیو، به همراه فرستادگان اورشلیم و ارمنستان عازم اروپا کرد تا این خبر را پاپ و پادشاهان، مسیحیان آنجا برسانند. پیش از رسیدن فرستادگان دولت‌های صلیبی و مسیحی آن سوی دریاها، نخستین اخبار از حوادث ادسا در اوایل ۱۱۴۵ توسط زائرین اروپایی به اروپا رسید. هرچند هیو جبله این خبر را به پاپ اوژن سوم که در آن ایام ویتربو بود نه رم، رساند. افزون بر خبر سقوط ادسا، هیو اخباری در رابطه با اسقفی که در شرق حکومت می‌کند و قرار است دولت‌های صلیبی را در برابر مسلمانان یاری رساند، به پاپ داد. این خبر، نخستین اشاره مستند به یوحنای کشیش بود.
واکنش اروپا به سقوط ادسا و اخبار شرق هرچند آهسته اما از نظر اوژن سوم برنامه‌ریزی‌شده بود. در ۱ دسامبر ۱۱۴۵، پاپ اوژن سوم فرمان و فراخوان کوانتوم پردسسورس را صادر کرد که نخستین نامه و فراخوان باقی‌مانده از پاپ در رابطه با آغاز جنگ صلیبی جدید است. این فراخوان و فرمان در سه بخش تنظیم شده بود: حوادث به وقوع پیوسته، توصیه‌هایی برای گرفتن صلیب و پاداش‌ها و حمایت کلیسا از صلیبیون. پاپ فرمان خود را واضح و مستقیم ارائه کرد تا در هنگام قرائت فرمانش دراسقف‌نشین‌ها و کلیساها ابهامی در آن وجود نداشته باشد. این موضوع با تکرار موضوعات کلیدی که ایدهٔ پاپ را تقویت می‌کرد، استوار بود. پاپ اوژن تأکید زیادی بر پیوند دادن این کارزار جدید با دستاوردهای نخستین جنگ صلیبی داشت و از تمامی افراد حاضر در این جنگ خواست تا همچون پیشینیان خود عمل کنند تا مبدأ نسل کنونی در مقابل خاطرهٔ پیشینیان خود شرمنده شوند. پیشنهاد بخشش گناهان نیز چهار بار در این فرمان ذکر گردید و تکرار شد؛ افزون بر بخشش گناهان، افرادی را که در این جنگ کشته می‌شدند، شهید، نامیده می‌شدند و از جایگاهی در بهشت برخوردار می‌شدند.
مقارن با صدور فرمان پاپ، پادشاه فرانسه، لوئی هفتم، در کریسمس و در شهر بورژ اعلام کرد که درصدد سفر زیارتی به شرق و اراضی مقدس است. با این حال که در نخستین ایام پادشاهی خود درگیر مشکلاتی درونی و بیرونی شده بود، نگران هرج‌ومرج و آشوب‌هایی که ممکن بود در غیاب وی به وقوع بپیوندد بود. افزون بر این، او هنوز وارث مذکری نداشت. پیش از این جنگ، هیچ‌یک از پادشاهان بزرگ اروپا در جنگ صلیبی و سفر به شرق سرکت نجسته بودند و پیشنهاد پادشاه فرانسه از نظر سایرین قدم‌گذاشتن در تاریکی بود. هرچند فراخوان و فرمان پاپ تا آن زمان به شمال فرانسه نرسیده بود و اسقفان فرانسه از جمله اِبوت سوژه نیز تمایلی به موافقت با این خواسته بدون دانستن نظر پاپ نداشتند. با این حال، پیشنهاد و طرح لوئی از جانب دربار و اسقفان رد نشد و در عوض موافقت شد که این جلسهٔ بعدی در عید پاک ۱۱۴۶ در شهر وزلی صبر کنند.

## یادداشت
1. ↑  Quantum praedecessores